# Gurson
Gurson és una comarca francesa del departament de la Dordonya, a la regió de la Nova Aquitània.
A l'edat mitjana va constituir una senyoria que el rei d'Anglaterra va donar a Joan senyor de Grailly, casa a la qual va pertànyer.